# Arnoštovice
Arnoštovice (Duits: Arnoschtowitz) is een Tsjechische plaats in de gemeente Heřmaničky in de regio Midden-Bohemen en maakt deel uit van het district Benešov. Het dorp ligt op ongeveer 2 kilometer afstand van Heřmaničky en op ongeveer 4 kilometer afstand van Votice.
Arnoštovice telt 104 inwoners (2021).

## Geschiedenis
De eerste schriftelijke vermelding van het dorp dateert van 1352. Tot en met het midden van de 19e eeuw stond Arnoštovice, net als de rest van de op dat moment toekomstige, huidige gemeente, onder bestuur van Smilkov.
Tussen 1900 en 1979 was Arnoštovice een zelfstandige gemeente. In 1960 werd Arnoštovice ingedeeld bij het district Benešov en per 1 januari 1980 ging de gemeente op in Heřmaničky.

## Verkeer en vervoer

### Autowegen
Er leidt een regionale weg naar het dorp.

### Spoorlijnen
Er is geen station in Arnoštovice; het dichtstbijzijnde station is in Heřmaničky.

### Buslijnen
De volgende buslijn halteert in (de buurt van) het dorp:
| Halte                           | Lijn(en) | Traject(en)      | Vervoerder   |
| ------------------------------- | -------- | ---------------- | ------------ |
| Heřmaničky, Arnoštovice         | 451      | Votice - Borotín | CŠAD Benešov |
| Heřmaničky, Rozchod Arnoštovice | 451      | Votice - Borotín | CŠAD Benešov |

## Bezienswaardigheden
- Sint Simon- en Judaskerk;
- Voormalig armenhuis.

## Galerij

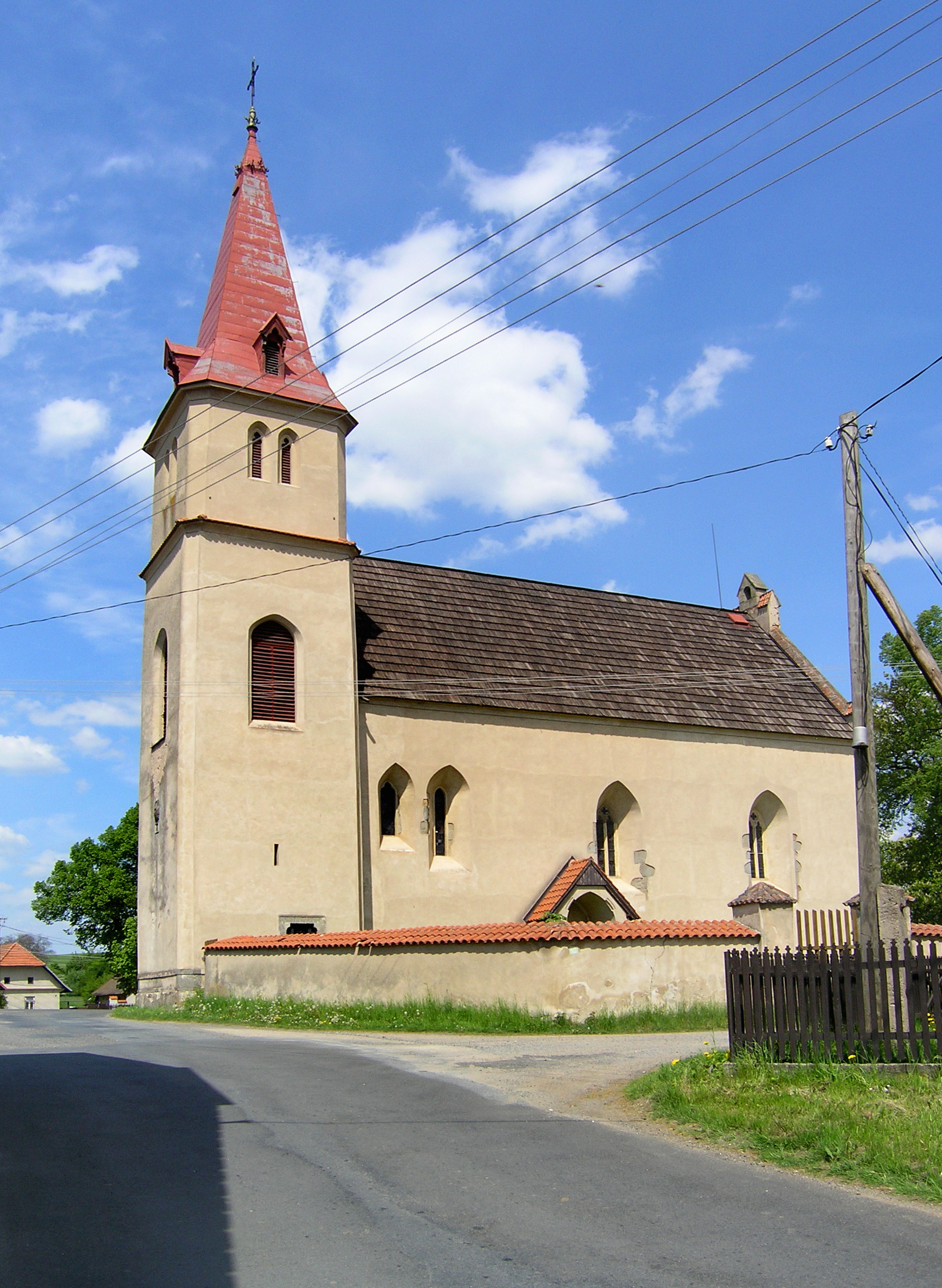
Sint Simon- en Judaskerk (2011)
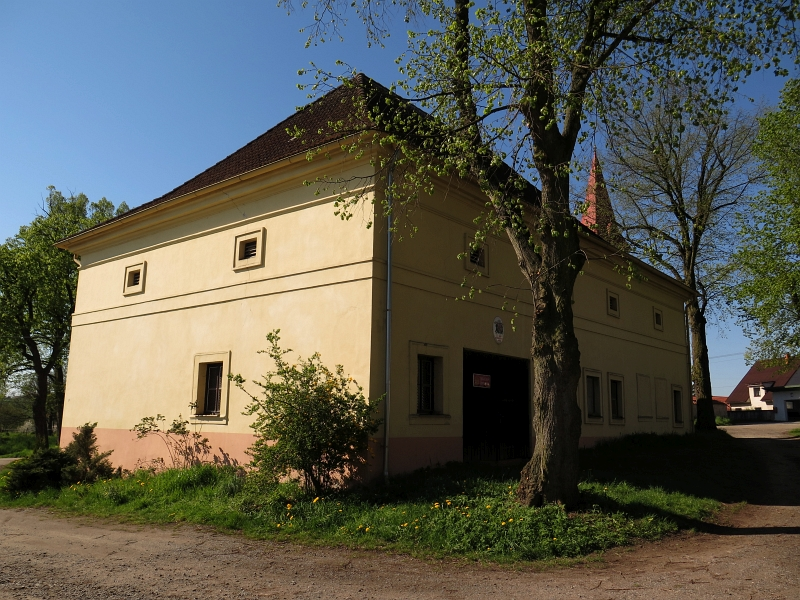
Voormalig armenhuis (2016)
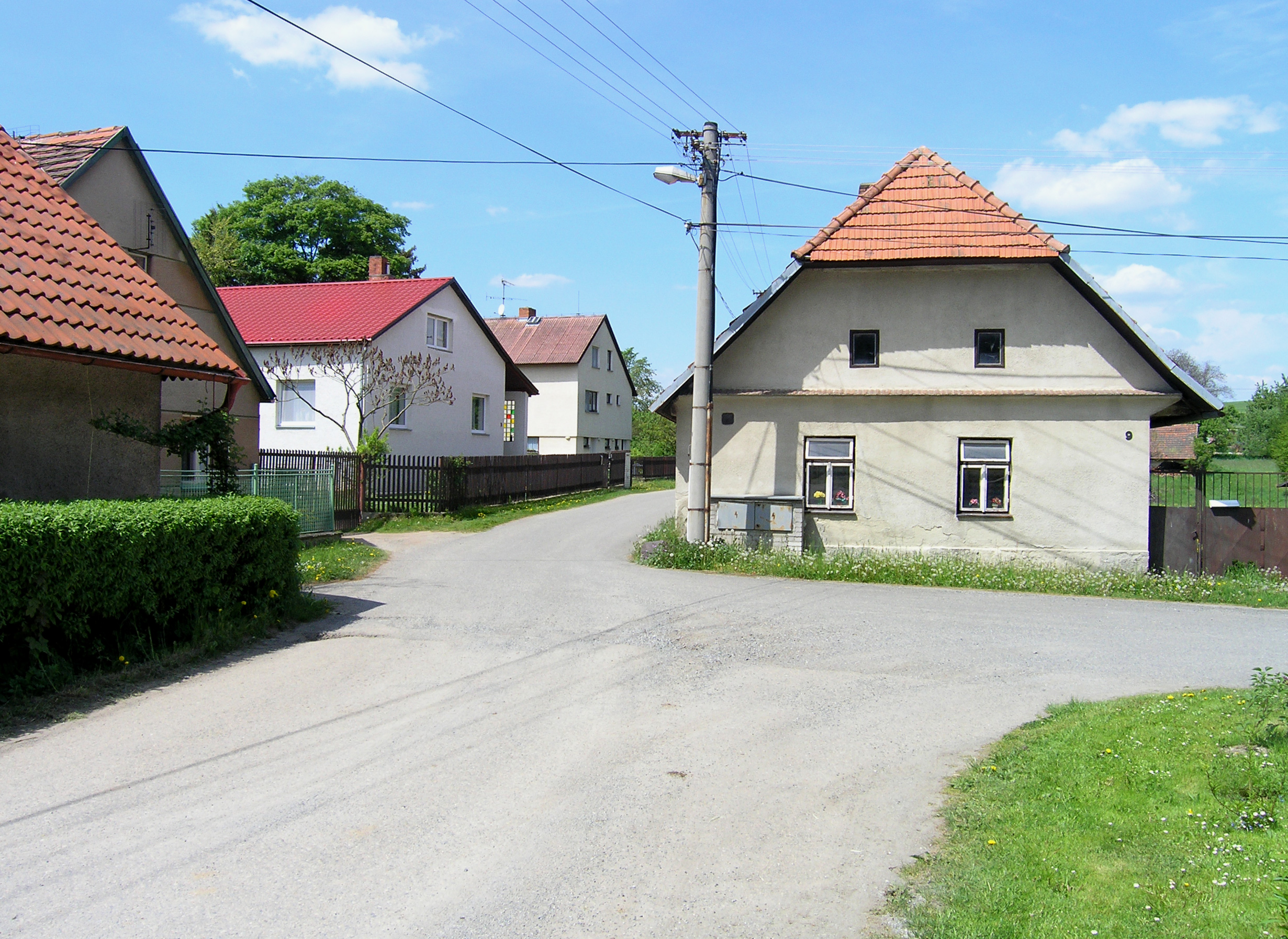
Noordkant van het dorp (2011)
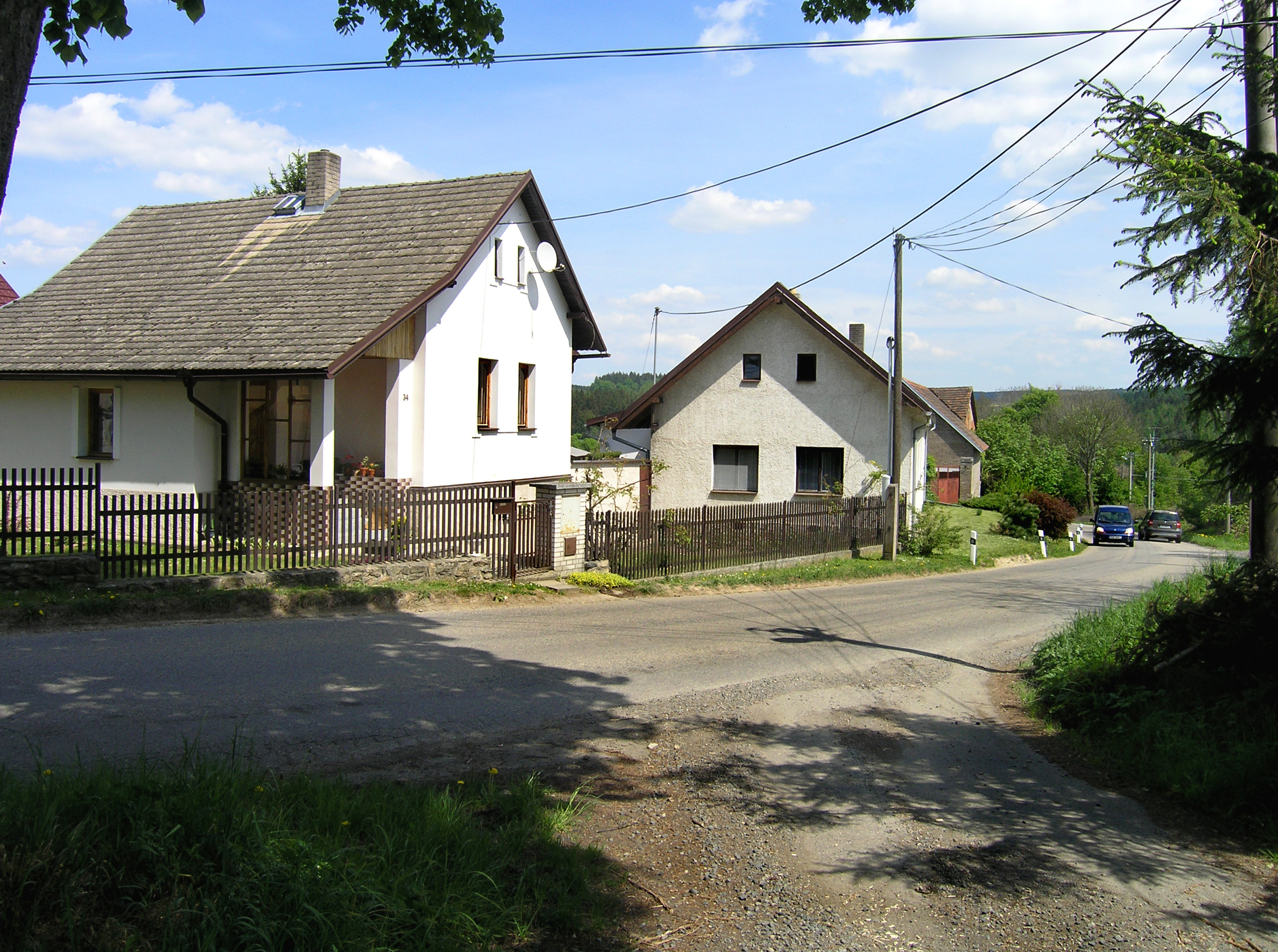
Weg naar Votice (2011)
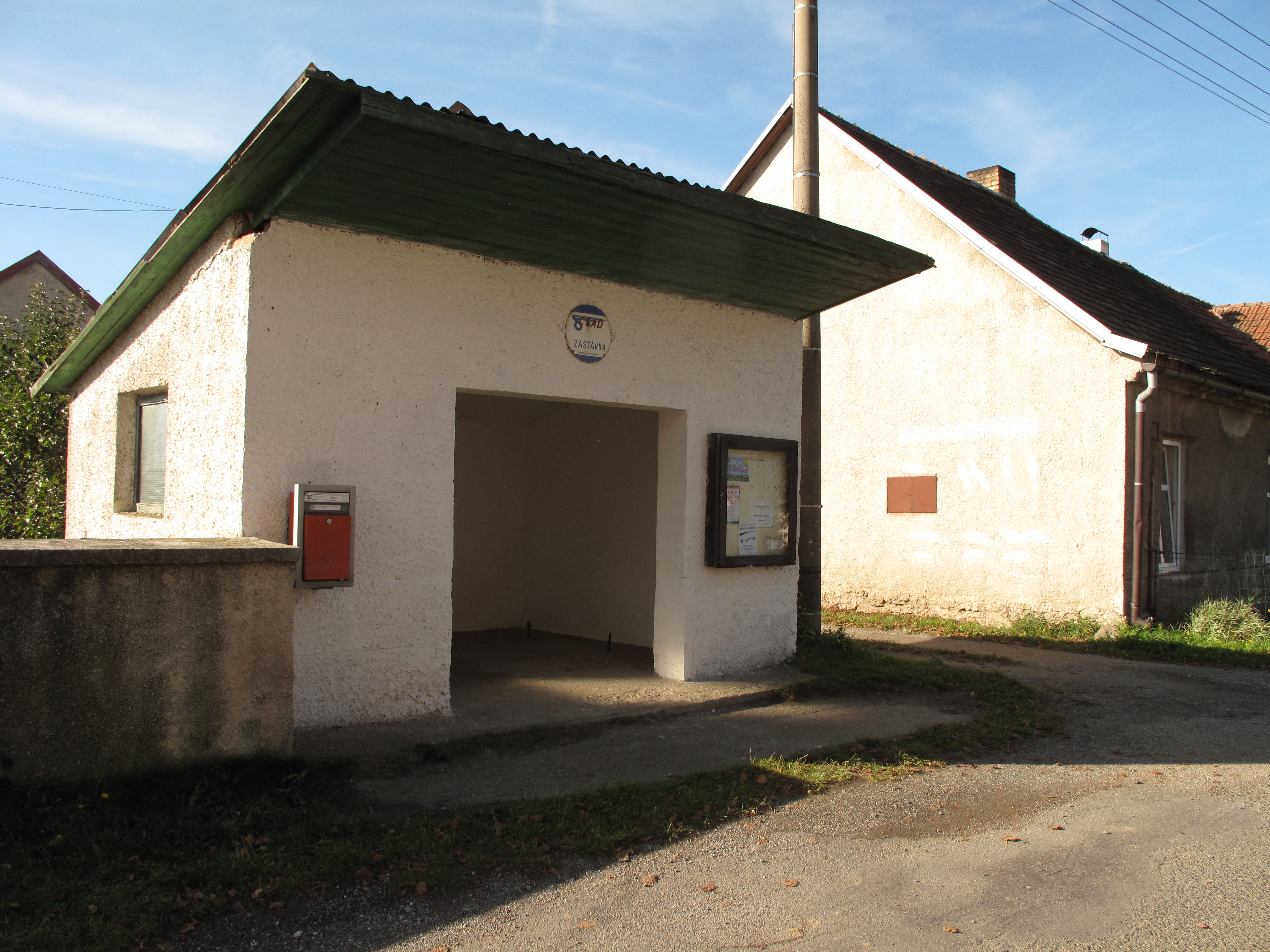
Bushalte in het dorp (2015)
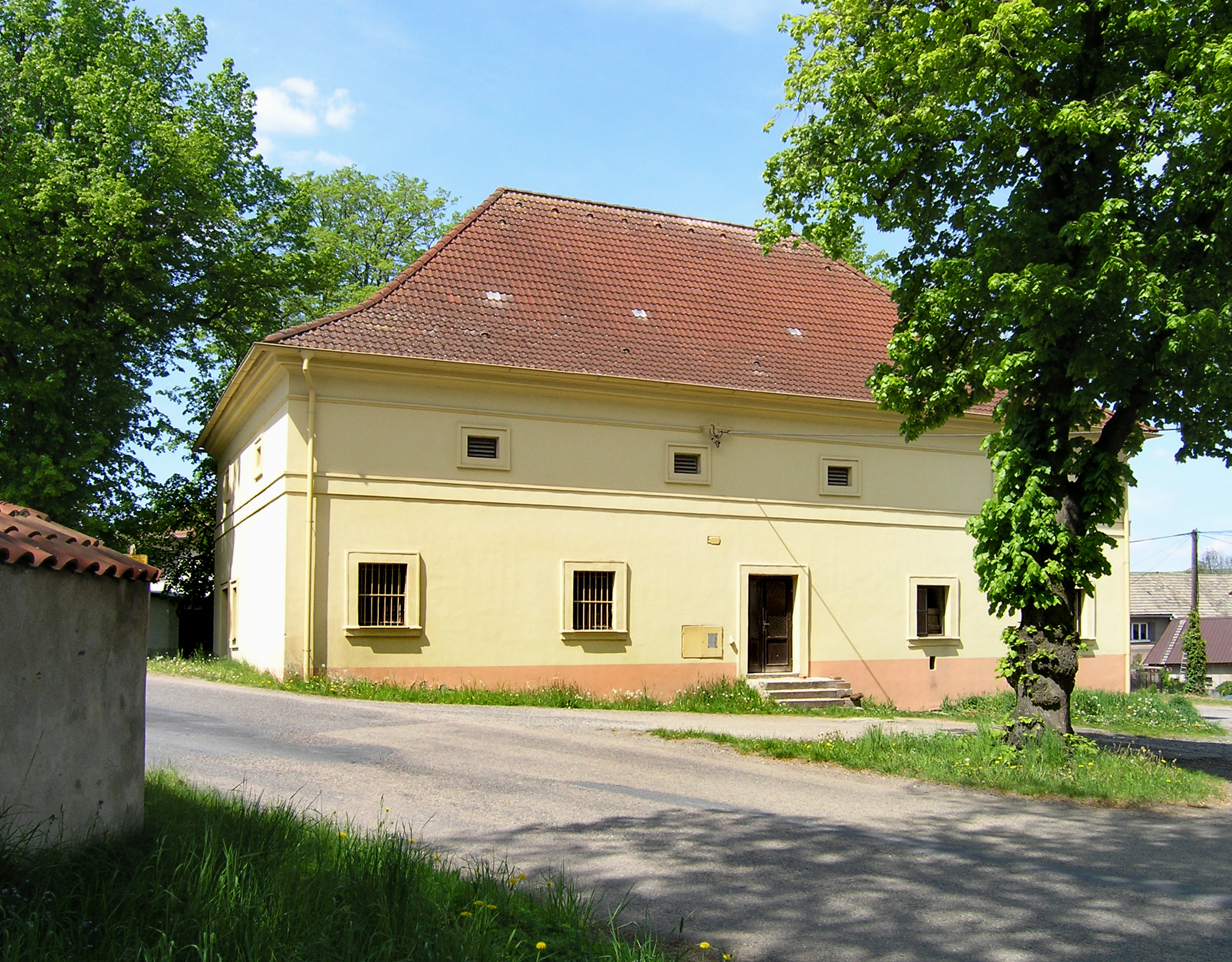
Voormalige graanschuur (2011)